# Canton de Cambremer
Le canton de Cambremer est une ancienne division administrative française située dans le département du Calvados et la région de Normandie.

## Géographie
Ce canton était organisé autour de Cambremer. Son altitude variait de 2 m (Hotot-en-Auge) à 166 m (Saint-Ouen-le-Pin) pour une altitude moyenne de 73 m.

## Histoire
L'arrêté du 6 brumaire an X (28 octobre 1801) recrée le canton de Cambremer, section de l'arrondissement de Pont-l'Évêque. Il est alors constitué de trente-sept communes. En 1829, les communes de Cléville et de Saint-Pierre-du-Jonquet sont détachées du canton de Cambremer pour être incorporées à celui de Troarn.
Au milieu du XIXe siècle, de nombreuses petites communes du pays d'Auge disparaissent. En 1833, Héritot et Hernetot sont unis à Saint-Ouen-du-Mesnil-Oger. Cette même année, Rupierre est incorporé à Saint-Pierre-du-Jonquet, commune située depuis trois ans dans le canton de Troarn. En 1840, Rumesnil annexe Saint-Gilles-de-Livet et Les Groiselliers. En 1856, Clermont est rattaché à Beuvron-en-Auge. En 1858, les communes de Pontfol et Victot fusionnent pour former Victot-Pontfol qui amalgame en même temps Authieux-sur-Corbon. La Chapelle-Infray est unie en 1865 à Valsemé. Enfin Saint-Eugène est rattaché en 1868 à Formentin.
Le décret-loi du 10 septembre 1926 supprime l'arrondissement de Pont-l'Évêque et incorpore les cantons en dépendant à l'arrondissement de Lisieux.
En 1972, un nouveau mouvement de fusion des communes vient modifier la carte cantonale. Brocotte et Le Ham sont rattachés à Hotot-en-Auge. Les communes de Beaufour et Druval fusionnent pour former Beaufour-Druval qui intègre également Saint-Aubin-Lébizay. Enfin Grandouet, dans le canton de Cambremer, ainsi que Saint-Aubin-sur-Algot et Saint-Pair-du-Mont, dans le canton de Mézidon-Canon, sont incorporés à Cambremer.

## Les personnalités liées au canton
François Guizot achète l'ancienne abbaye du Val-Richer en 1836 et y séjourne régulièrement après la fin de sa carrière politique en 1849. Il y meurt en 1874 et est enterré dans la concession familiale de Saint-Ouen-le-Pin.
André Gide hérite de son grand-père le château de La Roque-Baignard et est maire de la ville pendant 4 ans.
L'abbé Marius Lanier, curé du Pré-d'Auge puis après-guerre de Cambremer, fut un grand résistant, arrêté en mars 1944 et déporté à Neuengamme.
Le chanoine Simon, curé de Montreuil-en-Auge de 1910 à 1953, puis chanoine et archiviste diocésain, est une figure de l'érudition locale, président de l'Académie de Caen et de la Société des Antiquaires de Normandie.

## Représentation

### Conseillers d'arrondissement (de 1833 à 1940)
Le canton de Cambremer appartenait à l'arrondissement de Pont-l'Évêque jusqu'à sa disparition en 1926.
| Période                                  | Période           | Identité                                | Étiquette   | Qualité |
| ---------------------------------------- | ----------------- | --------------------------------------- | ----------- | --- |
| 1833                                     | 1836              | Charles François Le Breton (1794-1860)  |             | Notaire, maire de Bonnebosq                                                                                 |
| 1836                                     | 1848              | Pierre Pongnant des Érables (1793-1876) |             | Maire d'Estrées, maitre de poste                                                                            |
|                                          |                   |                                         |             | |
| 1852                                     | 1858              | François Ferdinand Gannel               |             | Notaire à Beuvron                                                                                           |
| 1858                                     | 1863 (décès)      | Jean Vincent Thiron                     |             | Notaire, maire de Cambremer                                                                                 |
| 1863                                     | 1884 (annulation) | Nestor-Auguste Lecourt (1824-1885)      |             | Adjoint au maire d'Hotot-en-Auge                                                                            |
| 1884                                     | 1901              | Alexandre Guillaume Moutier             | Républicain | Docteur-médecin à Caen                                                                                      |
| 1901                                     | 1910              | Georges Delaplace                       | Radical     | Éleveur, adjoint au maire de Léaupartie                                                                     |
| 1910                                     | 1934              | Placide Conard (1872-1960)              | URD         | Maire de Beaufour, président du conseil d'arrondissement                                                    |
| 1934                                     | 1940              | René Aumont                             | URD         | Éleveur à Victot-Pontfol, président de la Société des courses                                               |
| 1940                                     |                   |                                         |             | Les conseils d'arrondissement ont été suspendus par la loi du 12 octobre 1940 et n'ont jamais été réactivés |
| Les données manquantes sont à compléter. |                   |                                         |             | |

### Conseillers généraux de 1833 à 2015
| Période | Période      | Identité                                  | Étiquette              | Qualité |
| ------- | ------------ | ----------------------------------------- | ---------------------- | --- |
| 1833    | 1848         | Jean-Baptiste Thil                        | Majorité ministérielle | Procureur général à Rouen, conseiller à la Cour de cassation, député de Seine-Inférieure (1827-1831), puis du Calvados (1832-1848)             |
| 1848    | 1852         | Comte Félix Labbey de Laroque (1789-1860) |                        | Rentier |
| 1852    | 1861         | Jean Vincent Thiron (1798-?)              |                        | Notaire, maire de Cambremer , conseiller d'arrondissement                                                                                      |
| 1861    | 1889         | Cornélis Conrad de Witt (1824-1909)       | Droite                 | Propriétaire agriculteur, administrateur des mines de La Grand-Combe, maire de Saint-Ouen-le-Pin, député (1885-1902)                           |
| 1889    | 1892 (décès) | Pierre de Witt (1857-1892)                | Droite                 | Propriétaire à Saint-Ouen-le-Pin |
| 1892    | 1901         | Conrad de Witt                            | Droite                 | Propriétaire du château du Val-Richer, agriculteur, administrateur des mines de La Grand-Combe, maire de Saint-Ouen-le-Pin, député (1885-1902) |
| 1901    | 1925         | Alexandre Guillaume Moutier               | RG                     | Médecin à Caen, médecin-chef du service médical de l'Union des Femmes de France, conseiller d'arrondissement                                   |
| 1925    | 1931         | Auguste Louis François Le Chevallier      | RG                     | Notaire, maire de Bonnebosq |
| 1930    | 1940         | Louis Maurice                             | URD                    | Propriétaire, conseiller municipal de Cambremer, nommé conseiller départemental en 1943                                                        |
|         |              |                                           |                        | |
| 1945    | 1949         | Louis Maurice                             | DVD                    | Propriétaire, maire de Cambremer |
| 1949    | 1973 (décès) | André Jouenne (1902-1973)                 | DVD puis UNR puis DVD  | Cultivateur, maire de Cambremer |
| 1973    | 2011         | Ambroise Dupont                           | DVD puis UDF puis UMP  | Agriculteur , sénateur du Calvados (1989-2014), maire de Victot-Pontfol (1974-2020) et vice-président du conseil général du Calvados           |
| 2011    | 2015         | Xavier Charles                            | DVD puis UDI           | Salarié agricole, maire de Montreuil-en-Auge                                                                                                   |

Le canton participait à l'élection du député de la quatrième circonscription du Calvados jusqu'aux élections législatives de 2012, puis de celui de la troisième après le redécoupage des circonscriptions.

## Composition

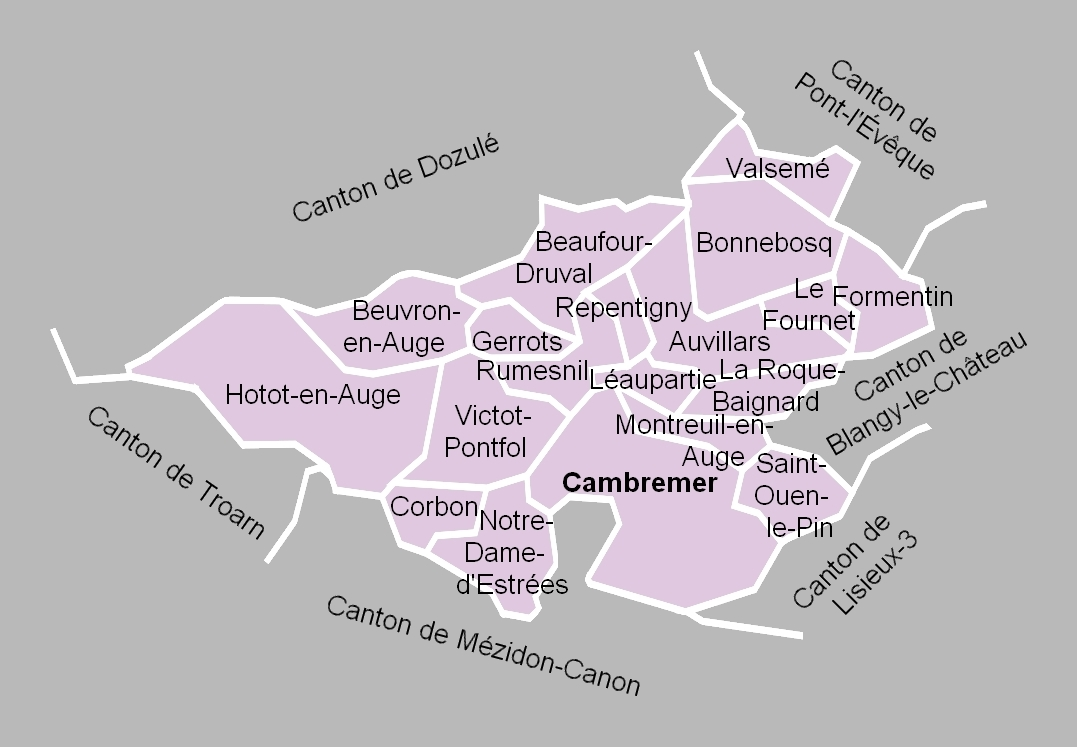
La carte des communes du canton. Les cantons limitrophes étaient ceux de Dozulé, de Pont-l'Évêque, de Blangy-le-Château, de Lisieux-3, de Mézidon-Canon et de Troarn.

Le canton de Cambremer comptait 4 714 habitants en 2012 (population municipale) et regroupait dix-huit communes :
- Auvillars ;
- Beaufour-Druval ;
- Beuvron-en-Auge ;
- Bonnebosq ;
- Cambremer ;
- Formentin ;
- Le Fournet ;
- Gerrots ;
- Hotot-en-Auge ;
- Léaupartie ;
- Montreuil-en-Auge ;
- Notre-Dame-d'Estrées-Corbon ;
- Repentigny ;
- La Roque-Baignard ;
- Rumesnil ;
- Saint-Ouen-le-Pin ;
- Valsemé ;
- Victot-Pontfol.

À la suite du redécoupage des cantons pour 2015, toutes les communes sont rattachées au canton de Mézidon-Canon.

### Anciennes communes
Les anciennes communes suivantes étaient incluses dans le canton de Cambremer (voir également l'historique) :
- Les Groiselliers et Saint-Gilles-de-Livet, absorbées en 1840 par Rumesnil.
- Clermont-en-Auge, absorbée en 1856 par Beuvron (Beuvron-en-Auge en 1923).
- Les Authieux-sur-Corbon et Pontfol, absorbées en 1858 par Victot. La commune prend alors le nom de Victot-Pontfol
- La Chapelle-Infray, absorbée en 1865 par Valsemé.
- Saint-Eugène, absorbée en 1868 par Formentin.
- Brocottes et Le Ham, absorbées en 1972 par Hotot-en-Auge.

Le canton comprenait également cinq communes associées et deux communes déléguées :
- Beaufour et Saint-Aubin-Lébizay, associées à Druval depuis le 1er janvier 1973. La commune résultant de l'association prend le nom de Beaufour-Druval.
- Grandouet, Saint-Aubin-sur-Algot et Saint-Pair-du-Mont, associées à Cambremer depuis 1er janvier 1973.
- Corbon et Notre-Dame-d'Estrées, devenues communes déléguées de la commune nouvelle de Notre-Dame-d'Estrées-Corbon le 1er janvier 2015.

## Démographie
| 1962  | 1968  | 1975  | 1982  | 1990  | 1999  | 2006  | 2011  | 2012  |
| ----- | ----- | ----- | ----- | ----- | ----- | ----- | ----- | ----- |
| 4 628 | 4 285 | 3 772 | 3 777 | 4 066 | 4 309 | 4 580 | 4 710 | 4 714 |